# Маяк острова Алькатрас
Маяк острова Алькатрас (англ. Alcatraz Island Lighthouse) — маяк, расположенный на острове Алькатрас в заливе Сан-Франциско. Он расположен на юге острова, недалеко от входа в тюрьму, и является самым старым маяком на западном побережье США. Первый маяк на острове был построен в 1854 году. Он был разрушен землетрясением 1906 года и был заменен более высоким маяком в 1909 году. Автоматизация маяка произошла в 1963 году, когда остров перестал быть федеральной тюрьмой.

## История
В 1851 и 1852 годах были приняты законы о необходимости строительства семи маяков в заливе Сан-Франциско. Балтиморская фирма "Гиббонс и Келли"(англ. Gibbons and Kelly) получила контракт на строительство этих маяков, в том числе и маяка на острове Алькатрас. Строительство маяка острова Алькатрас было завершено в июле 1853 года, что сделало его самым старым маяком на западном побережье.
В 1909-1912 годах на острове был построен большой тюремный корпус. Маяк к тому времени был почти разрушен из-за землетрясения 1906 года, поэтому в 1909 году построили новый маяк, южнее прежнего. В 1963 году маяк был автоматизирован Береговой охраной США. В 1970 году пожар уничтожил несколько зданий на острове, однако маяк остался невредимым. Маяк является музеем с 2000 года, и его можно посетить. За последние 50 лет маяк не был серьезно поврежден, несмотря на многочисленные побеги из тюрьмы и пожары.

## Галерея
- Оригинальный маяк, построенный в 1854
- Оригинальный маяк, примерно 1894 год
- Маяк в 2010 году
- Маяк с включенным светом
- Вид с острова
- Лестница внутри маяка